# Тегізжол
Тегізжо́л (каз. Тегісжол) — село у складі Бухар-Жирауського району Карагандинської області Казахстану. Входить до складу Самаркандського сільського округу.
Населення — 193 особи (2021; 249 у 2009, 316 у 1999, 344 у 1989).
Національний склад станом на 1989 рік:
- казахи — 100 %.

Станом на 1989 рік село називалось Тегіз-Жол, мало також назву Тегісжол.